# Pantomima

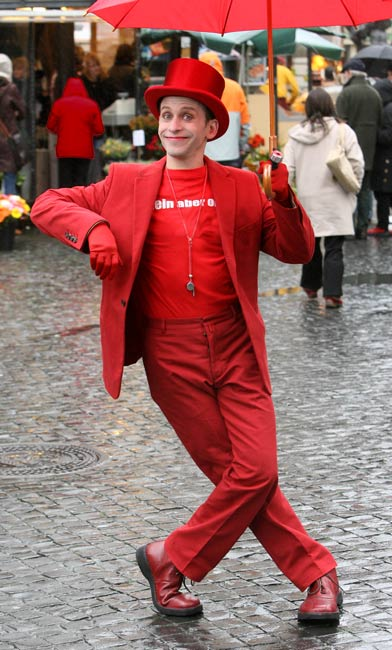
Pablo Zibes

Pantomima (mimodram) – rodzaj przedstawienia, w którym aktor (mim) nie używa głosu, tylko odgrywa przedstawienie, używając ruchu, mowy ciała i gestów. Często, ale nie zawsze, ma pomalowaną twarz na biało. Teatr pantomimy ma dwie typowe postacie. Pierwsza z nich to komedia służąca łatwej rozrywce. Zwykle unika ona poważnych tematów i skomplikowanej fabuły, gdyż ma przede wszystkim doprowadzić widza do śmiechu. Druga postać pantomimy może rozśmieszać nie mniej niż pierwsza, ale ma inny cel – wzbudza refleksję nad sensem życiowych zaangażowań człowieka. Prócz komicznych, podejmuje też poważne tematy, a czasem wzrusza. Wymaga ona od widza większego wysiłku wyobraźni i intelektu, dlatego jest w pewnym sensie sztuką elitarną i światową. Pantomima nie jest tańcem.
Znani mimowie:
- Andrzej Leparski
- Bartłomiej Ostapczuk
- Étienne Decroux
- Gregg Goldston
- Henryk Tomaszewski
- Ireneusz Krosny
- Jacques Lecoq
- Jan Gembal
- Janusz Stankiewicz
- Jean-Gaspard Deburau
- Jean-Louis Barrault
- Józef Markocki
- Jupi Podlaszewski
- Ladislav Fialka
- Marcel Marceau
- Michał Niewiadomski
- Mikołaj Wiepriew
- Oleg Popow
- Pablo Zibes
- Pan Tau
- Samy Molcho
- Stefan Niedziałkowski